# Sharkey megye
Sharkey megye az Amerikai Egyesült Államokban, azon belül Mississippi államban található. Megyeszékhelye és legnagyobb városa Rolling Fork. Lakosainak száma 3800 fő (2020. április 1.).

## Szomszédos megyék
- Washington megye (észak)
- Humphreys megye (északkelet)
- Yazoo megye (kelet)
- Issaquena megye (délnyugat)}

## Népesség
A megye népességének változása:
| Lakosok száma | 4879 | 4883 | 4805 | 4708 | 4585 | 3800 |
|               | 2010 | 2011 | 2012 | 2013 | 2015 | 2020 |